# Don’t Don
Don’t Don (kor. 돈 돈! (Don’t Don)) – drugi album studyjny południowokoreańskiej grupy Super Junior, wydany 20 września 2007 roku przez SM Entertainment. Był promowany przez dwa single „Don’t Don” oraz „Marry U”. Sprzedał się w liczbie 186 082 egzemplarzy. Jest to pierwszy album zespołu w trzynastoosobowym składzie, po dołączeniu Kyuhyuna.

## Lista utworów
| CD  | CD                                                                                | CD      |
| Nr  | Tytuł utworu                                                                      | Długość |
| --- | --------------------------------------------------------------------------------- | ------- |
| 1.  | „Don't Don!” (kor. 돈 돈! (Don't Don))                                            | 4:11    |
| 2.  | „Sowoni Itnayo (Sapphire Blue)” (kor. 소원이 있나요 (Sapphire Blue))              | 3:24    |
| 3.  | „You're My Endless Love (Malhajamyeon)” (kor. You're My Endless Love (말하자면)   | 4:32    |
| 4.  | „Miwo (Hate U, Love U)” (kor. 미워 (Hate U, Love U))                              | 3:47    |
| 5.  | „Disco Drive”                                                                     | 4:07    |
| 6.  | „Marry U”                                                                         | 3:18    |
| 7.  | „I Am”                                                                            | 3:30    |
| 8.  | „Sarangi Tteonada (She's Gone)” (kor. 사랑이 떠나다 (She's Gone))                 | 4:38    |
| 9.  | „Missin' U”                                                                       | 3:43    |
| 10. | „Geoul (Mirror)” (kor. 거울 (Mirror))                                             | 4:01    |
| 11. | „Urideurui Sarang (Our Love)” (kor. 우리들의 사랑 (Our Love))                     | 3:48    |
| 12. | „Midnight Fantasy”                                                                | 4:00    |
| 13. | „Thank You”                                                                       | 3:35    |
| 14. | „Aju Meon Yesnal (Song For You)” (kor. 아주 먼 옛날 (Song For You)) (Bonus track) | 3:40    |

## Don’t Don (Repackage)
5 listopada 2007 roku album został wydany ponownie i zawierał dodatkowo cztery nowe utwory „Marry U (New Ver.)”, „Galjeung (Original Ver.)”, „Majimak Seungbu (The Girl Is Mine)” oraz „Galjeung (Remix Ver.)” (w edycji CD oraz Digital Disk). Ukazał się w trzech edycjach: CD, CD+DVD i Digital Disk. Wersja CD+DVD nie zawierała nowych utworów.

### Lista utworów
| CD  | CD                                                                                | CD      |
| Nr  | Tytuł utworu                                                                      | Długość |
| --- | --------------------------------------------------------------------------------- | ------- |
| 1.  | „Don't Don!” (kor. 돈 돈! (Don't Don))                                            | 4:11    |
| 2.  | „Sowoni Itnayo (Sapphire Blue)” (kor. 소원이 있나요 (Sapphire Blue))              | 3:24    |
| 3.  | „You're My Endless Love (Malhajamyeon)” (kor. You're My Endless Love (말하자면)   | 4:32    |
| 4.  | „Marry U” (New Ver.)                                                              | 3:16    |
| 5.  | „Galjeung (Original Ver.)” (kor. 갈증 (Original Ver.))                            | 3:32    |
| 6.  | „Disco Drive”                                                                     | 4:07    |
| 7.  | „Miwo (Hate U, Love U)” (kor. 미워 (Hate U, Love U))                              | 3:47    |
| 8.  | „I Am”                                                                            | 3:30    |
| 9.  | „Sarangi Tteonada (She's Gone)” (kor. 사랑이 떠나다 (She's Gone))                 | 4:38    |
| 10. | „Majimak Seungbu (The Girl Is Mine)” (kor. 마지막 승부 (The Girl Is Mine))        | 3:17    |
| 11. | „Geoul (Mirror)” (kor. 거울 (Mirror))                                             | 4:01    |
| 12. | „Urideurui Sarang (Our Love)” (kor. 우리들의 사랑 (Our Love))                     | 3:48    |
| 13. | „Missin' U”                                                                       | 3:43    |
| 14. | „Midnight Fantasy”                                                                | 4:00    |
| 15. | „Thank You”                                                                       | 3:35    |
| 16. | „Galjeung (Remix Ver.)” (kor. 갈증 (Remix Ver.))                                  | 4:35    |
| 17. | „Aju Meon Yesnal (Song For You)” (kor. 아주 먼 옛날 (Song For You)) (Bonus track) | 3:40    |

## Notowania
| Lista                                   | Najwyższa pozycja |
| --------------------------------------- | ----------------- |
| Recording Industry Association of Korea |                   |
| 1 (Monthly Chart)                       |                   |
| 2 (Yearly Chart)                        |                   |